# Grottino di Roccanova

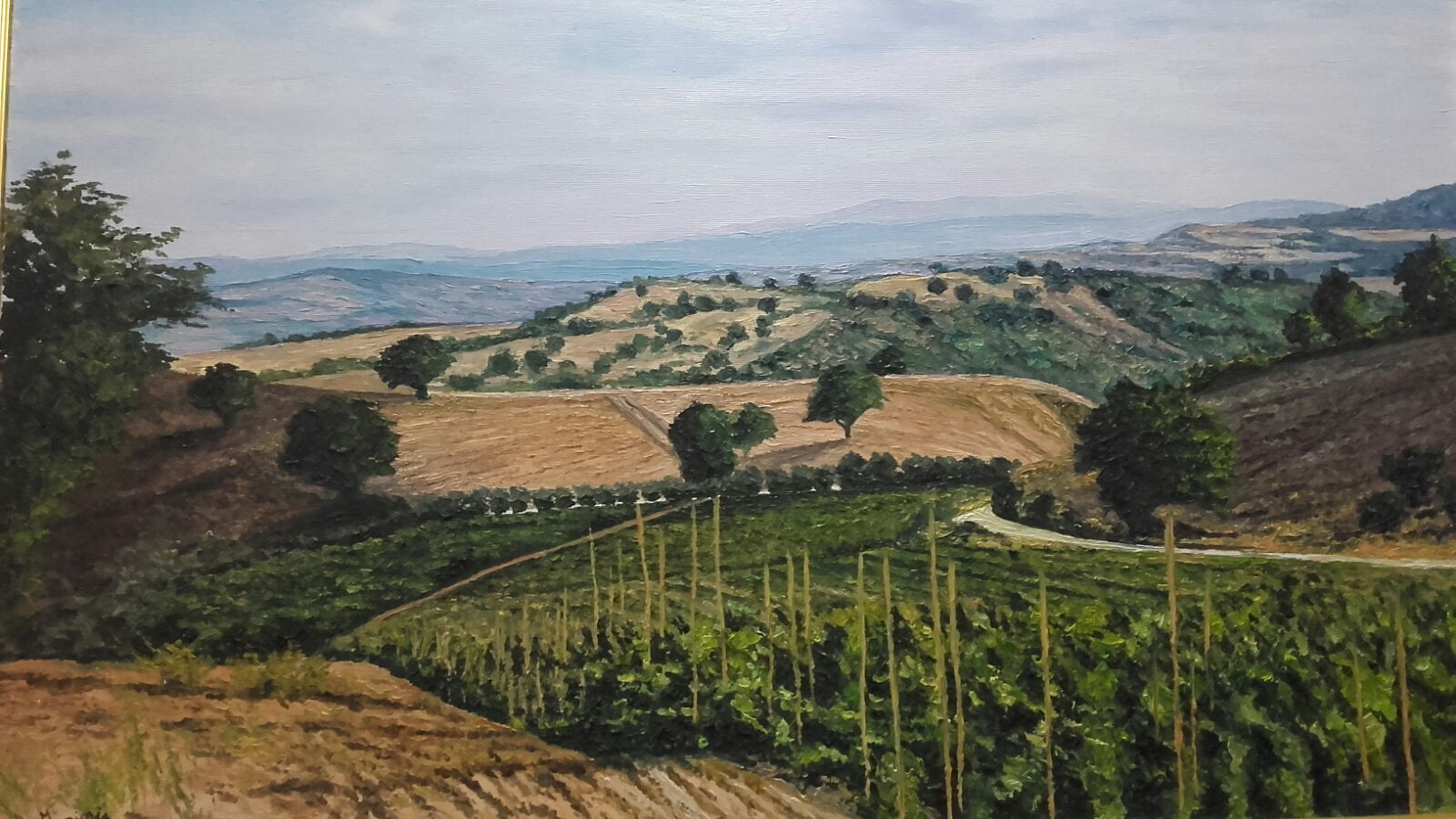
Weinberg in Roccanova

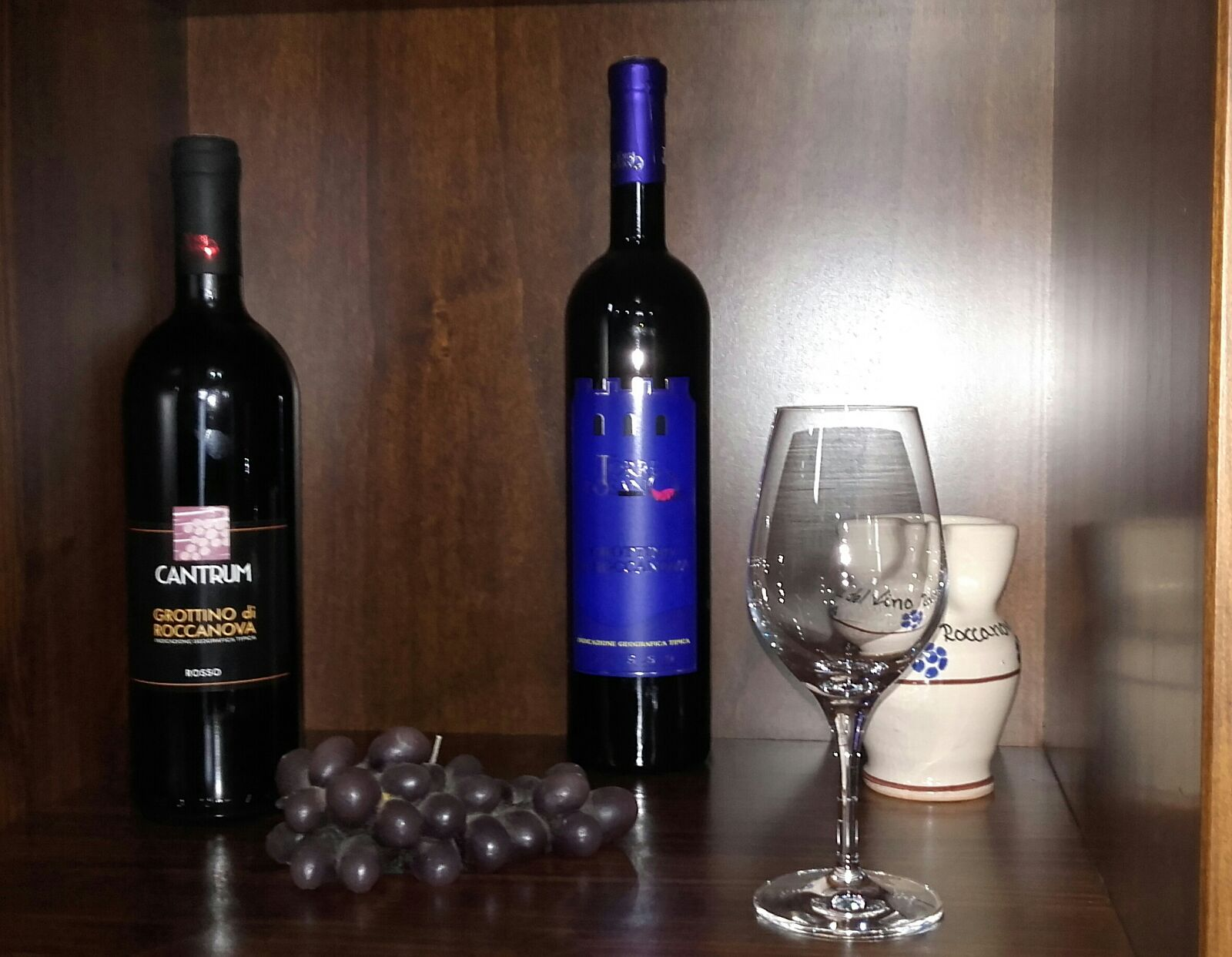
Flaschen mit Grottino di Roccanova

Unter der Bezeichnung Grottino di Roccanova werden Rot-, Rosé- und Weißweine aus der süditalienischen Provinz Potenza (Basilikata) vertrieben. Die Weine besitzen seit 2009 eine „kontrollierte Herkunftsbezeichnung“ (Denominazione di origine controllata – DOC), die zuletzt am 7. März 2014 aktualisiert wurde.

## Anbaugebiet
Die Weine mit der Bezeichnung dürfen ausschließlich in den Gemeinden Roccanova, Sant’Arcangelo und Castronuovo di Sant’Andrea in der Provinz Potenza angebaut und vinifiziert werden.

## Herstellung
Folgende Weintypen werden hergestellt:
- Grottino di Roccanova Rosso und Grottino di Roccanova Rosso Riserva: 60–85 % Sangiovese; 5–30 % Cabernet Sauvignon; 5–30 % Malvasia Nera di Basilicata; 5–30 % Montepulciano. Höchstens 10 % andere rote Rebsorten, die für den Anbau in der Region Basilikata zugelassen sind, dürfen zugesetzt werden.
- Grottino di Roccanova Bianco: mindestens 80 % Malvasia Bianca di Basilicata. Höchstens 20 % andere weiße Rebsorten, die für den Anbau in der Region Basilikata zugelassen sind, dürfen zugesetzt werden.
- Grottino di Roccanova Rosato: gleiche Rebsorten wie bei Rosso

## Beschreibung
Laut Denominazion:

### Grottino di Roccanova Rosso
- Farbe: rubinrot
- Geruch: intensiv, anhaltend
- Geschmack: typisch, charakteristisch, trocken
- Alkoholgehalt: mindestens 12,0 Vol.-%
- Säuregehalt: mind. 4,5 g/l
- Trockenextrakt: mind. 22,0 g/l

### Grottino di Roccanova Bianco
- Farbe: strohgelb
- Geruch: intensiv, fruchtig
- Geschmack: typisch, trocken
- Alkoholgehalt: mindestens 11,0 Vol.-%
- Säuregehalt: mind. 5,0 g/l
- Trockenextrakt: mind. 19,0 g/l